# Ivanov Kamen
Ivanov Kamen (makedonska: Иванов Камен) är en bergstopp i Nordmakedonien. Den ligger i kommunen Makedonski Brod, i den centrala delen av landet, 30 kilometer söder om huvudstaden Skopje. Toppen på Ivanov Kamen är 2 097 meter över havet.